# Ust'-Bol'šereck
Ust'-Bol'šereck (in russo Усть-Большерецк?) è una città di 2 100 abitanti situata nel Krai di Kamčatka, in Russia.